# Berkeley Art Museum and Pacific Film Archive

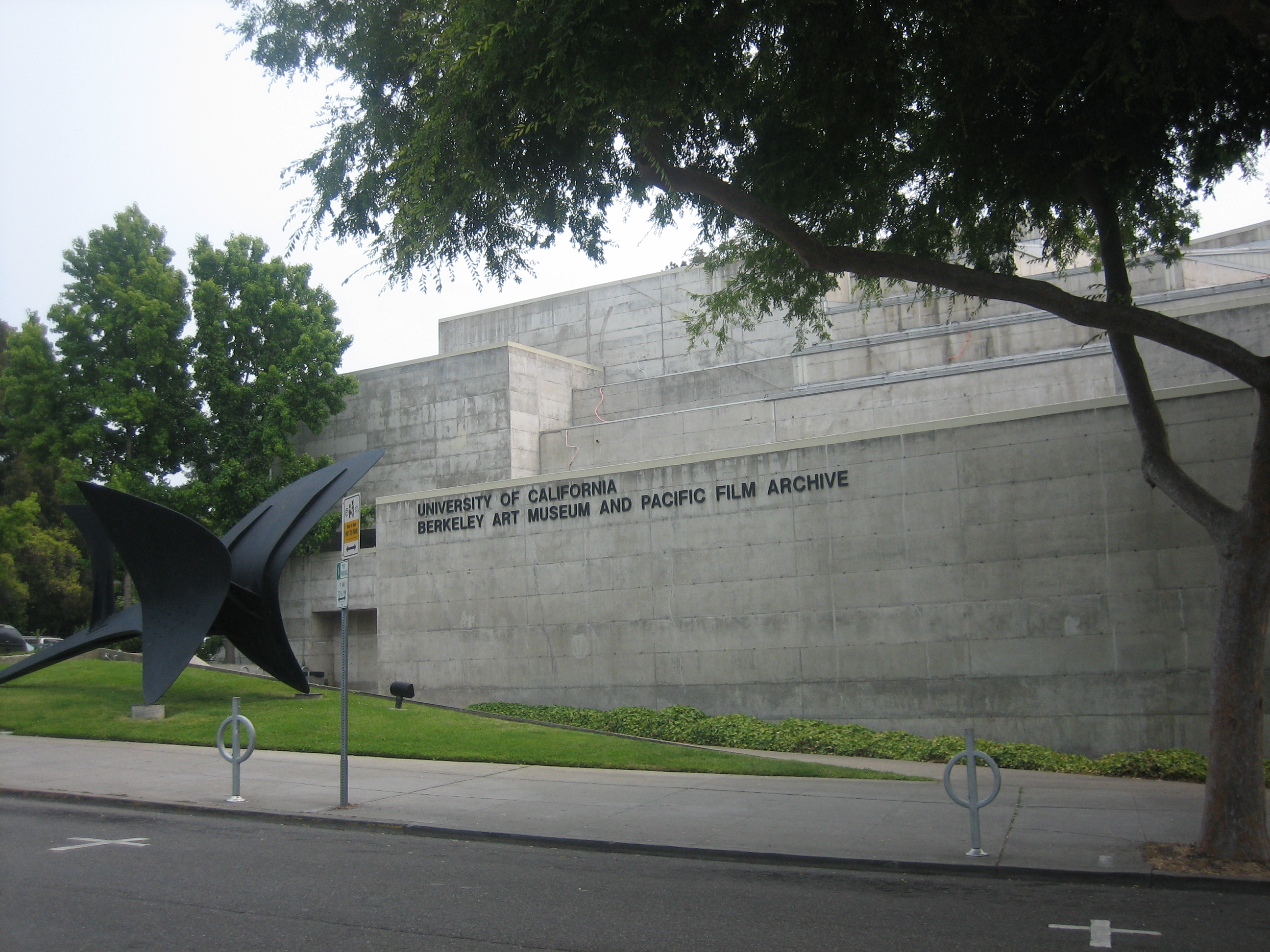
Berkeley Art Museum and Pacific Film Archive

Het Berkeley Art Museum and Pacific Film Archive (BAMPFA of voorheen BAM/PFA) is een Amerikaans museum gelieerd aan de Universiteit van Californië, Berkeley, aan de Bancroft Way in Berkeley.

## Museum
Het museum, dat werd gebouwd naar een ontwerp van de architect Mario Campi, werd gesticht in 1963 na een donatie aan de universiteit van $ 250.000 en 45 schilderijen van kunstenaar en docent, de abstract expressionist Hans Hofmann. Het museum werd in 1970 voor het publiek geopend en beschikt over meer dan 16.000 kunstwerken (variërend van Oude meesters via Negentiende-eeuwse Amerikaanse en Europese kunst en Aziatische kunst tot Moderne en hedendaagse kunst).

## Collectie
Tot de collectie van het museum behoren werken van gerenommeerde kunstenaars, zoals:
- Paul Gauguin
- Juan Gris
- Joan Miró
- Mark Rothko
- Jackson Pollock
- Willem de Kooning
- Jonathan Borofsky
- Alexander Calder
- David Smith
- Jean Tinguely

Naast de permanente collectie biedt het museum regelmatig wisseltentoonstellingen van recente avant-gardistischekunst, het zogenaamde MATRIX Program for Contemporary Art.
Het Pacific Film Archive (1966) is gespecialiseerd in internationale films en beschikt over een uitgebreide bibliotheek.